# Marillion.com
Marillion.com ist das elfte Studioalbum der britischen Progressive-Rock-Band Marillion. Die CD wurde im Oktober 1999 veröffentlicht. Es ist das erste Marillion-Album, welches nicht in die britischen Top-40-Charts kam.

## Entstehung
Nach dem Abschluss der Radiation-Tour, Ende November 1998, traf sich die Band wieder im Studio, um neues Material zu kreieren. Zwei Stücke, Interior Lulu und Tumble Down the Years, waren bei den Radiation-Sessions schon entstanden, die restlichen Songs entstanden bis April 1999. Danach begann der eigentliche Aufnahme- und Mixingprozess. Beim Mixing gab es Probleme, so dass die Band froh war bei einem Auftritt in Oxford Steven Wilson zu treffen, der sich bereit erklärte einige Songs zu mixen. Mitte August 1999 war dann auch das Mastering fertig.
Im Stück Deserve spielt Ben Castle Saxophon, in den Songs House und Deserve spielt Neil Yates Trompete.

## Titelliste
1. A Legacy (06:16)°
2. Deserve (04:23)
3. Go! (06:11)°
4. Rich (05:43)
5. Enlightened (05:00)°
6. Built-in Bastard Radar (04:52)
7. Tumble Down the Years (04:34)
8. Interior Lulu (15:14)°
9. House (10:15)

° gemixt von Steven Wilson

## Rezeption
Allgemein wurde Marillion.com zugestanden, besser zu sein als das Vorgängeralbum. Aber durchwegs positive Kritiken vergab auch fast niemand.